# Future plc
Future plc is een internationaal mediabedrijf. Het bedrijf werd in 1985 opgericht in het Verenigd Koninkrijk en heeft meer dan 220 tijdschriften, nieuwsbrieven en websites onder zijn vlag. Ook organiseert het bedrijf evenementen. Future is met haar merken actief in onder meer de videospel-, technologie-, film-, muziek-, fotografie, eigenhuis- en kennisindustrie. Future is beursgenoteerd op de London Stock Exchange als onderdeel van de FTSE 250 Index.
Bekende merken onder de vlag van Future zijn TechRadar, PC Gamer, Tom's Guide, Tom's Hardware, Marie Claire, GamesRadar+, CinemaBlend, Android Central, IT Pro, How It Works en Windows Central.

## Geschiedenis

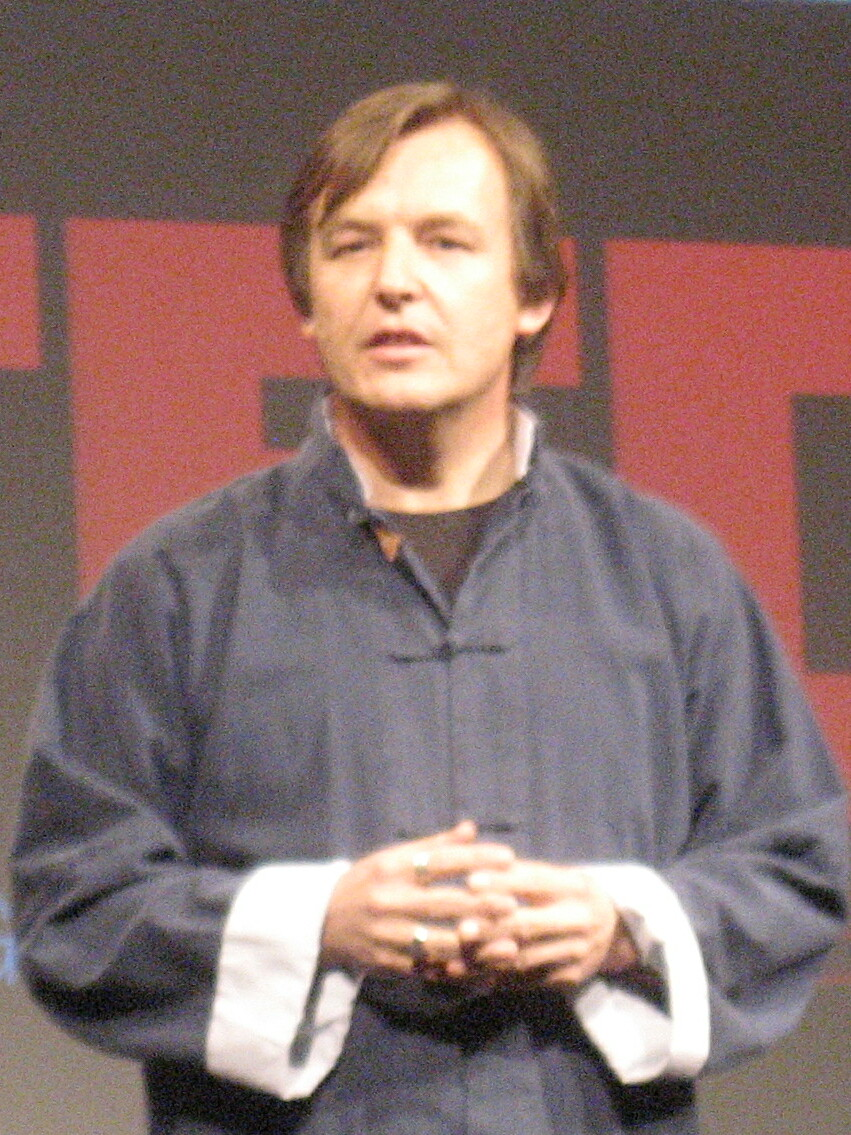
Oprichter Chris Anderson (2007)

### 1985–2012
Future werd in 1985 in de Britse plaats Somerton opgericht door Chris Anderson onder de naam Future Publishing. In eerste instantie werd het tijdschrift Amstrad Action uitgegeven. Ongeveer vanaf het begin werd gratis software bij de tijdschriften gevoegd, wat toentertijd niet gebruikelijk was.
In 1994 werd GP Publications overgenomen, waaruit Future US ontstond. Datzelfde jaar verkocht Anderson het bedrijf aan Pearson plc voor een bedrag van £52,7 miljoen, maar kocht het in 1998 terug voor £142 miljoen. In 1999 ging Future de beurs op, te weten de London Stock Exchange. Anderson verliet het bedrijf in 2001.
In 2004 werd Future beschuldigd van corruptie door het plaatsen van positieve recensies over het controversiële computerspel Driv3r in twee tijdschriften: Xbox World en PSM2.

### 2012–2015
Future heeft officiële tijdschriften van drie spelconsolemakers uitgegeven: Microsoft, Nintendo en Sony. De publicatie van Sonys PlayStation: The Official Magazine werd in november 2012 gestaakt, in oktober 2014 gevolgd door Nintendos Official Nintendo Magazine. Die beslissingen werden genomen nadat Futures winst 61% was afgenomen. In oktober 2011 namen de toenmalig president-directeur en financiële direucteur om dezelfde reden ontslag. Daarbij werd opgemerkt dat het bedrijf een omslag zou moeten maken naar de digitale wereld.
Future kondigde in 2013 aan dat er 55 ontslagen in het Verenigd Koninkrijk zouden vallen om zo "doelgerichter in te kunnen zetten op de overstap naar de digitale wereld." In maart 2014 kondigde Future aan dat het zou stoppen met het drukken van tijdschriften in de Verenigde Staten. Ook de marketing, productie en een groot deel van de redactie zou naar het Verenigd Koninkrijk verhuizen. Later dat jaar verkocht Future alle rechten op sport- en hobbytijdschriften aan Immediate Media en alle rechten op autotijdschriften aan Kelsey Media.
Per 1 april 2014 werd Zillah Byng-Thorne de nieuwe president-directeur ter vervanging van Mark Wood, die die rol sinds 2011 vervulde.

### 2016–heden
In 2018 nam Future enkele grote merken over, zoals What Hi-Fi?, FourFourTwo, Practical Caravan en Practical Motorhome. Deze merken waren tot dan toe in handen van Haymarket. Ook werd NewBay Media overgenomen, een uitgever van meerdere shows, professionele video's, systeemintegratie en muziektijdschriften. Hierdoor kwamen wederom enkele Amerikaanse muziektijdschriften in handen van Future.
In september 2018 werd uitgever Purch overgenomen voor een bedrag van 132 miljoen dollar. In februari 2019 nam Future Mobile Nations over, die websites als Android Central, iMore, Windows Central en Thrifter onder zijn hoede had. De overname kostte 115 miljoen dollar. Ook nam Future ProCycling en CyclingNews.com over van Immediate Media. In juli 2019 nam Future SmartBrief (een digitale media-uitgever van zakelijk nieuws) over voor een bedrag van 45 milljoen dollar.
In november 2019 werd wederom een overname gedaan, dimaal tv- en digitaal videobedrijf Barcroft Studios. Hiermee ging een bedrag van 23,5 miljoen dollar gepaard, deels in de vorm van geld en deels in de vorm van aandelen. In 2020 werd de naam van Barcroft Studios gewijzigd in Future Studios. De naamswijziging ging gepaard met de start van Future Originals, bestaande uit een reeks spellen, een serie over paranormale zaken en een crimiserie in samenwerking met Marie Claire.
In april 2020 volgde alweer een overname, ditmaal van TI Media. Hiermee kreeg Future nog eens 41 merknamen in handen voor een bedrag van 140 miljoen Britse pond. In november 2020 nam Future GoCo plc (bekend van de prijsvergelijkingssite Gocompare.com) over voor 594 miljoen Britse pond. Bijna een jaar later — in augustus 2021 — werd Dennis Publishing overgenomen, waarmee nog eens 12 tijdschriften in handen van Future kwamen. Deze overname kostte 300 miljoen Britse pond.
In februari 2022 kreeg het bedrijf kritiek op de uit te betalen bonus aan toenmalig president-directeur Zillah Byng-Thorne. Ze zou een bedrag van 40 miljoen Britse pond ontvangen als het bedrijf er goed voor zou staan. In februari 2023 werd bekend dat Byng-Thorne per 3 april 2023 het stokje zou overdragen aan voormalig Buzzfeed-president Jon Steinberg.

## Organisatie

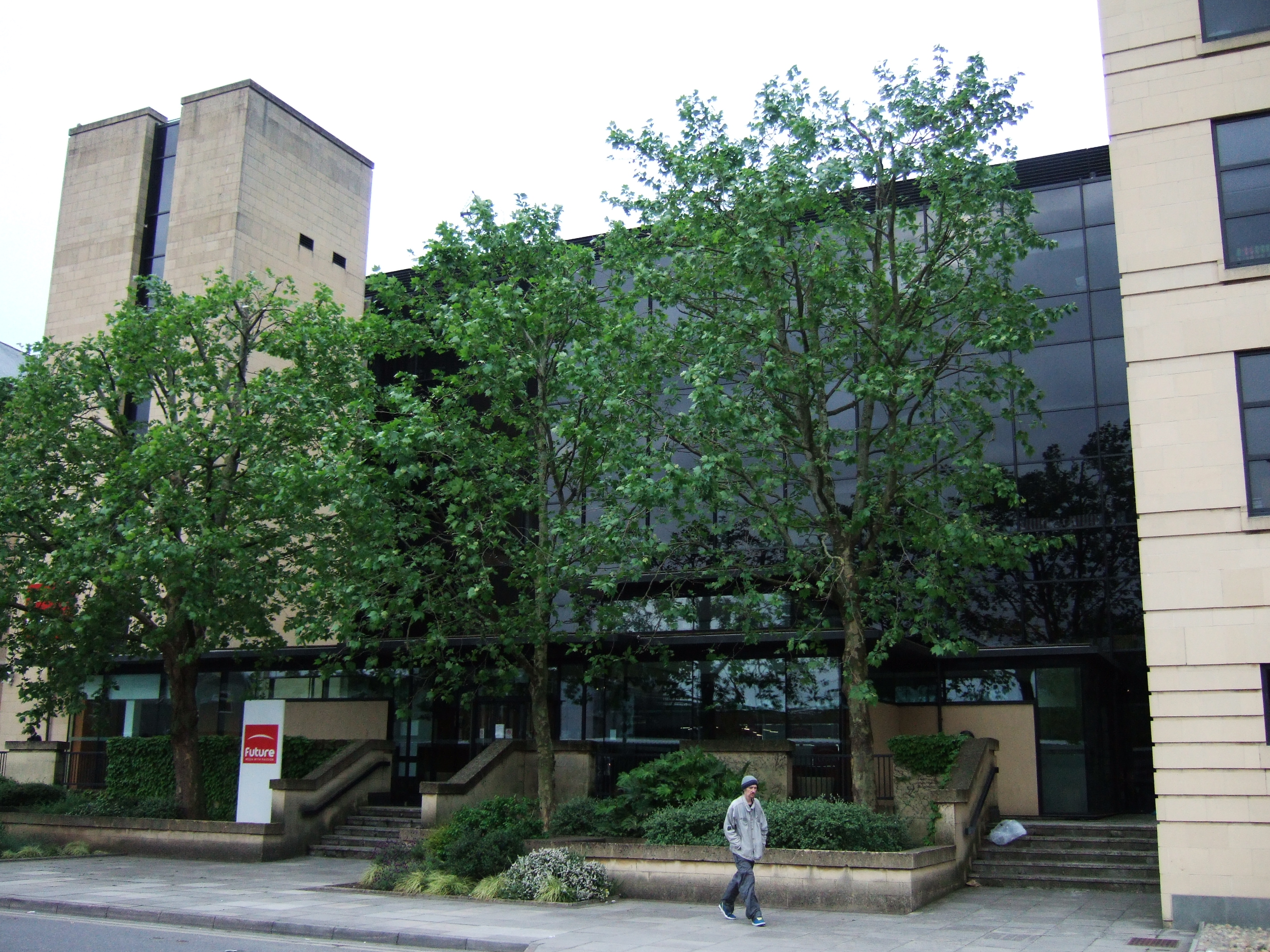
Een van Futures kantoren in Bath

Naast media en tijdschriften heeft Future nog twee afdelingen:
- Future Studios, de video-afdeling, in 2019 ontstaan uit Barcroft Studios;
- Marketforce, de verkoop-, marketing- en uitgeverij-afdeling, in 2019 verkregen door de overname van TI Media.